# The Black Rose
The Black Rose é um filme britano-estadunidense de 1950, do gênero aventura, dirigido por Henry Hathaway para a 20th Century-Fox. O roteiro de Talbot Jennings adapta livremente o livro homônimo do autor canadense Thomas B. Costain, publicado em 1945. 
Filmado em Technicolor, as locações foram na Inglaterra e no Marrocos (que serviu para a paisagem do Deserto de Góbi na China).[carece de fontes?] A realização do filme teve ainda a influência de Prince of Foxes, filme anterior e que igualmente reuniu Tyrone Power e Orson Welles como protagonistas.[carece de fontes?]

## Elenco
- Tyrone Power... Walter de Gurnie
- Orson Welles...Bayan
- Cécile Aubry... Maryam
- Jack Hawkins... Tristram Griffen
- Michael Rennie...rei Eduardo 1.º
- Finlay Currie...  Alfgar
- Herbert Lom...  Anthemus
- Mary Clare ...  Condessa Eleanor de Lessford
- Robert Blake ...  Mahmoud
- Alfonso Bedoya ...  Lu Chung (dublado em inglês por Peter Sellers[carece de fontes?])
- Gibb McLaughlin ...  Wilderkin
- James Robertson Justice ...  Simeon Beautrie
- Henry Oscar ... Frei Roger Bacon
- Laurence Harvey... Edmond

## Sinopse
Na Inglaterra do Século XIII, o jovem nobre saxão Walter de Gurnie interrompe seus estudos em Oxford para participar das revoltas contra a dominação normanda. Ameaçados de condenação à forca, ele e o exímio arqueiro Tristram Griffen resolvem deixar o país e partem rumo a distante China, onde Walter pretende descobrir os segredos da pólvora e da bússola dos quais lhe falara um professor (Frei Roger Bacon). Na viagem eles se juntam a caravana do mercador Anthemus, onde ajudam a bela mestiça Maryam (a "Rosa Negra" do título) que quer fugir para a Inglaterra (a terra de seu pai), e se tornam soldados do impiedoso general mongol Bayan. Walter quer ajudar Bayam em seus planos de conquista da China e do mundo, mas Tristam teme pela Inglaterra e reluta em segui-lo, mesmo o país a continuar sob o domínio de seus inimigos normandos.